# Paralogania
Paralogania es un género de telodonto que vivió durante el  Silúrico Superior; los mejores depósitos en que se han encontrado especies de Paralogania son de la región del Báltico, pero es generalizada en el todo hemisferio norte.

## Literatura
- Hillar Aben, Virve Kurniski. Libro:Proceedings of the Estonian Academy of Sciences, Geology Sep 2001.
- Hillar Aben, Virve Kurniski. Libro:Proceedings of the Estonian Academy of Sciences, Geology jun 2002.
- Hillar Aben, Virve Kurniski. Libro:Proceedings of the Estonian Academy of Sciences, Geology mar 2006.

- Datos: Q7135042
- Especies: Paralogania